# Ruta Provincial 14 (La Pampa)
La Ruta Provincial 14 es una carretera de Argentina en la provincia de La Pampa.
Su recorrido total es de 446 km, siendo prácticamente la mitad de asfalto, y la mitad de su totalidad de tierra natural en regular estado.

## Recorrido
La ruta corre de este a oeste de la provincia.
Desde el Meridiano V en el límite con la Provincia de Buenos Aires, su primera parte de 80 km es de asfalto, transcurre por los accesos a las localidades de Tomás M. de Anchorena y Manuel Riglos y el paraje Cereales, hasta llegar a la Ruta Nacional 35.
Desde la Ruta Nacional 35 a la altura del Bajo Giuliani, la ruta transcurre 134 km de asfalto hasta la Ruta Provincial 15. Su principal acceso es a la ciudad de Toay.
Los últimos 140 km de la ruta es de estado natural, a través del desértico oeste pampeano, cruzando el cauce seco del Río Atuel a la altura de la Ruta Nacional 143, para luego cruzar la Ruta Nacional 151 y finalizar en el límite con la Provincia de Mendoza.